# 滋賀県道47号伊香立浜大津線

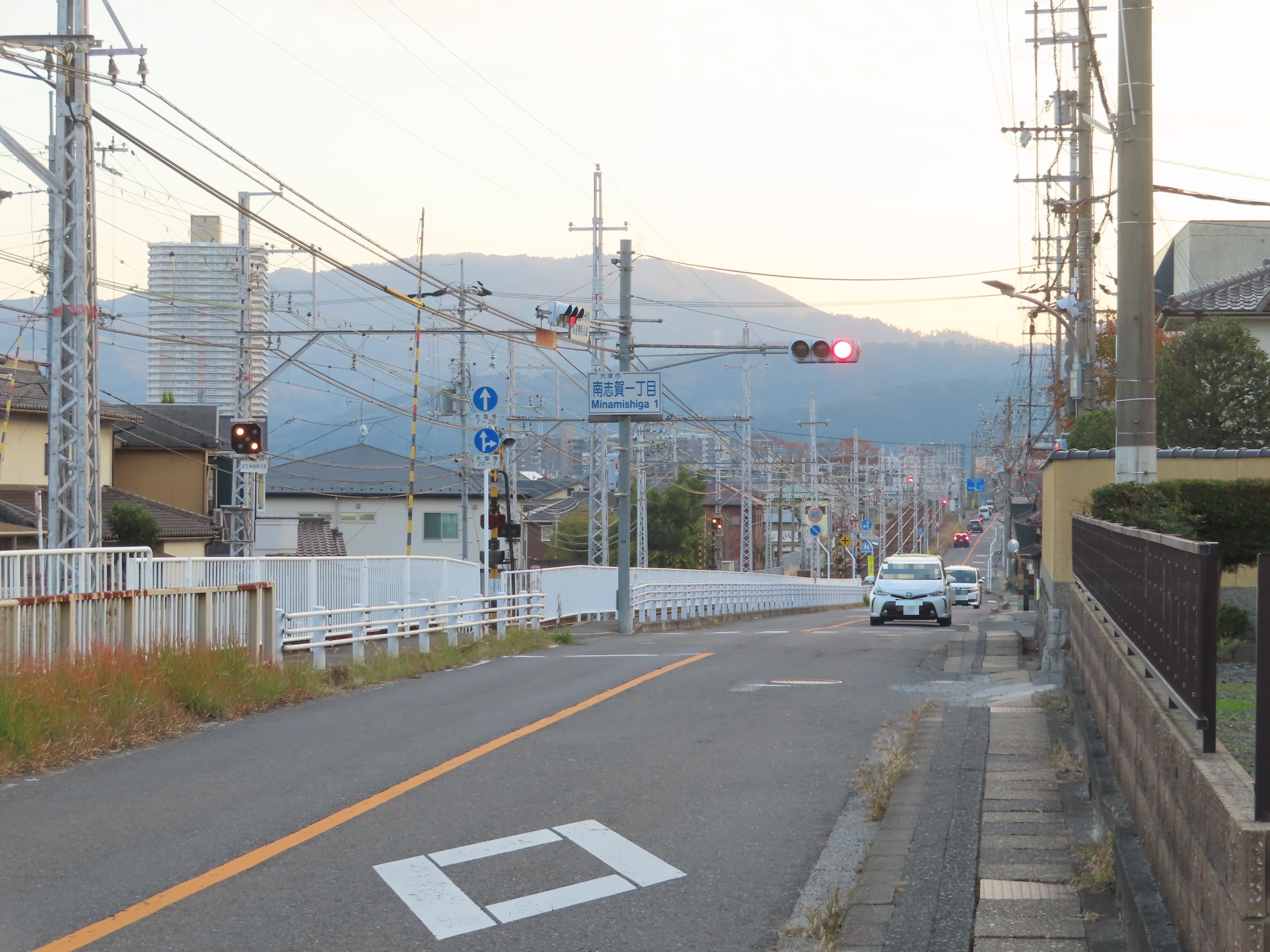
京阪石山坂本線と併走する滋賀県道47号伊香立浜大津線

滋賀県道47号伊香立浜大津線（しがけんどう47ごう いかだちはまおおつせん）は、滋賀県大津市を通る主要地方道（滋賀県道）である。

## 概要
県道の北半分は、山の中を縫って走るため小型車1台分の狭隘区間が連続し、極めて通行困難である。現在、伊香立下在地町・坂本間で道路の改良工事に取り掛かっており、一部で供用が開始されている。

### 路線データ
- 距離：23.7 km
- 起点：大津市伊香立下在地町（国道477号交点）
- 終点：大津市浜大津（びわ湖浜大津駅前交差点、滋賀県道558号高島大津線交点）

## 歴史
- 1958年（昭和33年）7月26日：滋賀県道314号下在地仰木線、滋賀県道316号坂本本町北保線が路線認定される[1]
- 1966年（昭和41年）6月1日：「坂本本町北保線」に国道161号の旧道（観音寺西交点 - 浜大津駅前交点）を編入し、「坂本本町浜大津線」となる[2]
- 1971年（昭和46年）10月：大津市坂本本町（一般県道比叡山線交点） - 同市滋賀里町の延長2,880 m （メートル）のバイパス「阪津道路」が竣工する（着工は1967年）[3]
- 1973年（昭和48年）3月30日：仰木 - 坂本本町の区間を編入し、「坂本本町浜大津線」が「仰木浜大津線」となる[4]
- 1983年（昭和58年）4月1日：大津市坂本本町地内の道路改良（バイパス）の完成に伴い供用開始[5]
- 1993年（平成5年）5月11日:建設省（国土交通省）から、一般県道下在地仰木線・一般県道仰木本堅田線の一部・一般県道仰木雄琴線の一部・一般県道仰木浜大津線が伊香立浜大津線として主要地方道に指定される[6]。
- 1994年（平成6年）4月1日：「下在地仰木線」と「仰木浜大津線」が「滋賀県道47号伊香立浜大津線」となる[7][8]
- 1998年（平成10年）1月13日：大津市伊香立向在地町 - 同市南庄町で延長1,740 m の道路改良（バイパス）の完成に伴う供用開始[9]
- 2011年（平成23年）8月10日：大津市仰木二丁目 - 同市千野二丁目で延長1,444 m の道路改良（現道改良）の完成に伴う供用開始[10]

## 路線状況

### バイパス
- 伊香立生津町・伊香立南庄町 間

### 重複区間
- 滋賀県道30号下鴨大津線（大津市神宮町 地内）

## 地理

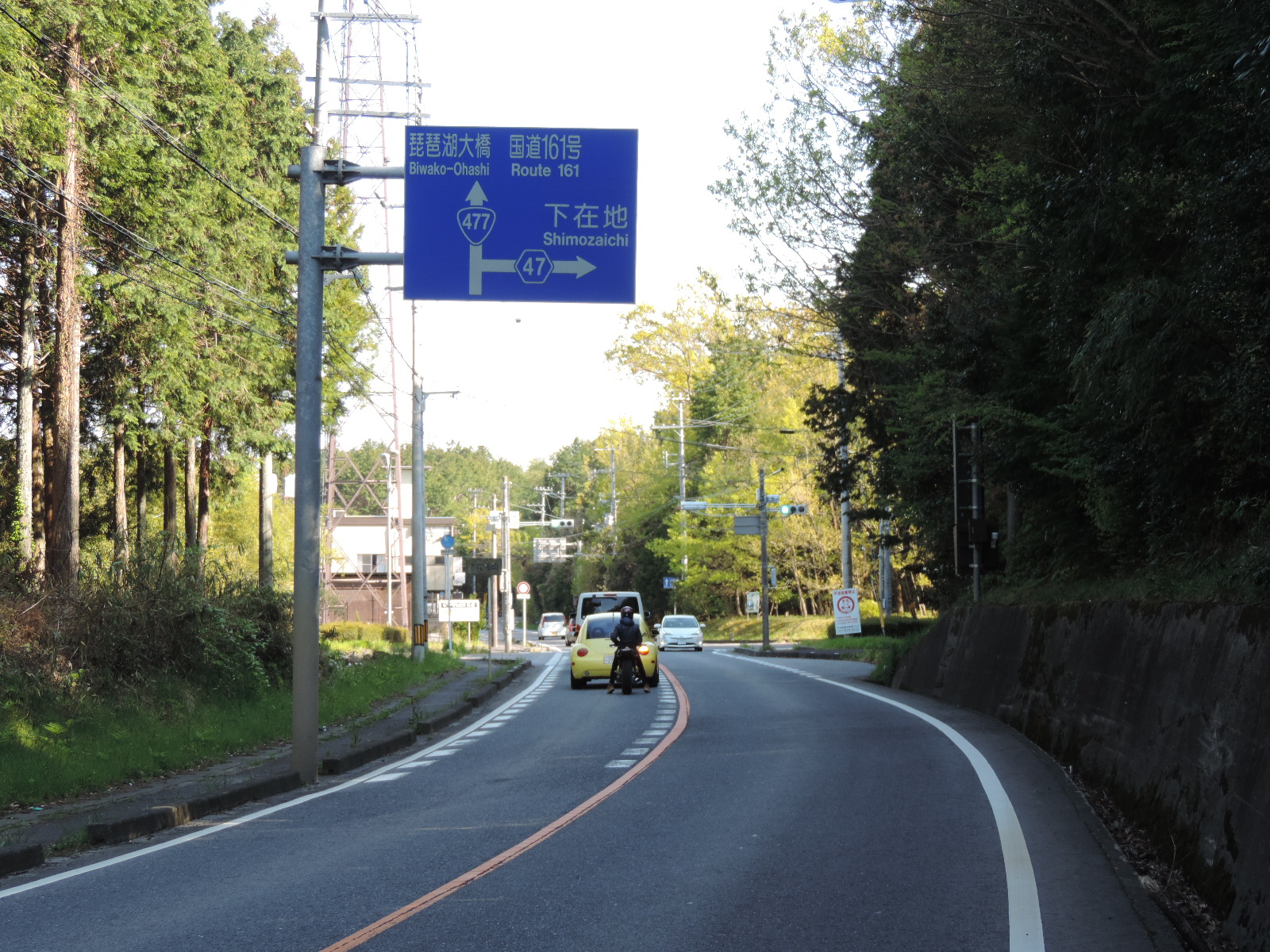
起点（伊香立中西交点）

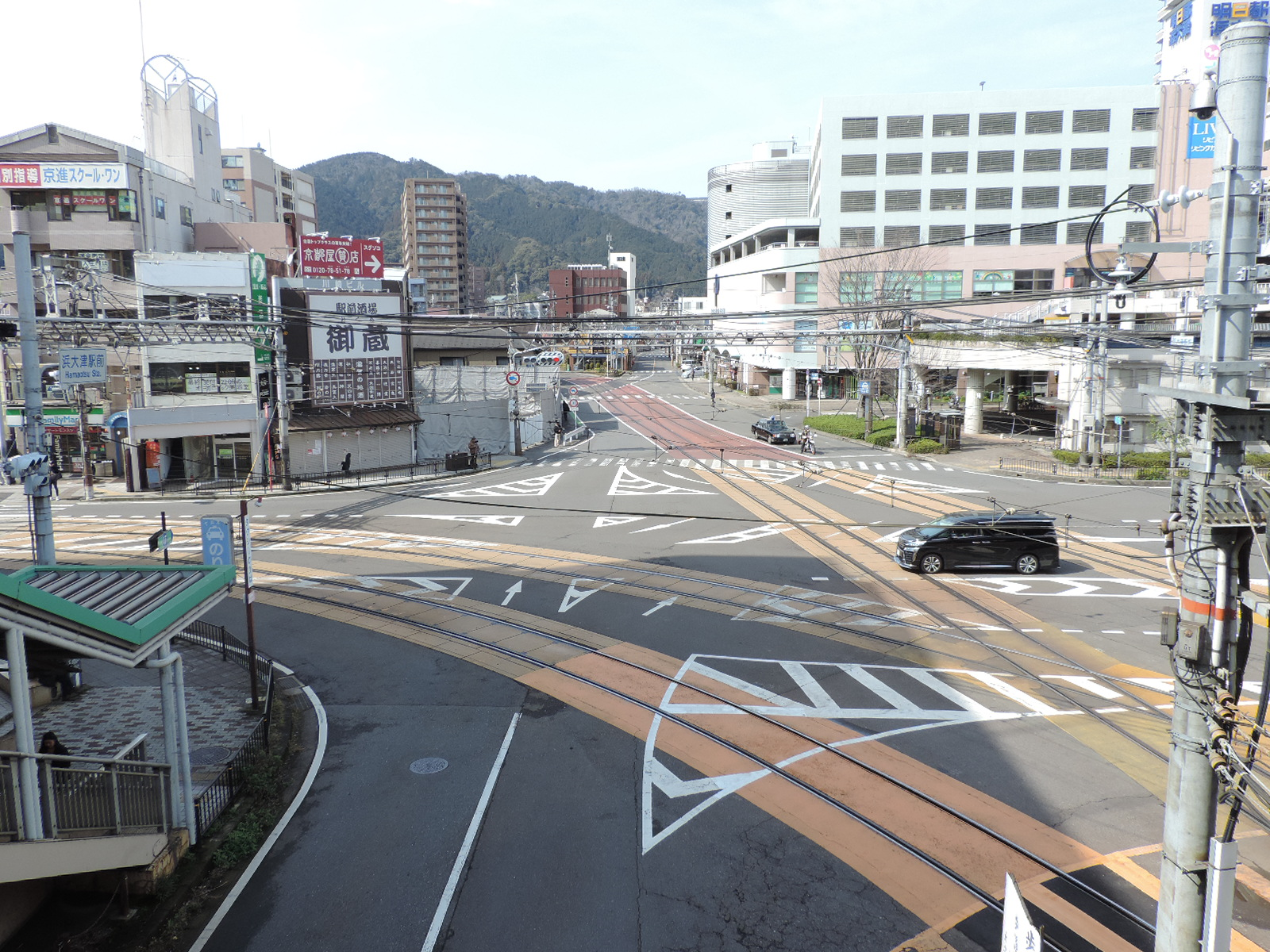
終点（浜大津駅前交点）

### 通過する自治体
- 大津市

### 交差する道路
- 国道477号 レインボーロード(伊香立中西、起点）
- 滋賀県道313号仰木本堅田線（大津市仰木）
- 奥比叡ドライブウェイ（大津市仰木）
- 滋賀県道315号仰木雄琴線（大津市仰木）
- 滋賀県道316号比叡山線（大津市坂本）
- 西大津バイパス（国道161号）滋賀里ランプ（大津市穴太 / 滋賀里）
- 滋賀県道30号下鴨大津線（大津市神宮町）
- 滋賀県道30号下鴨大津線（大津市神宮町）
- 滋賀県道558号高島大津線 西近江路（大津市浜大津・びわ湖浜大津駅前交差点、終点）

### 沿線にある施設など
- 大津市立伊香立中学校、伊香立小学校、伊香立幼稚園
- 大津市役所 伊香立市民センター
- 融神社
- 大津市立仰木小学校、仰木幼稚園
- 大津市役所 仰木市民センター
- 仰木郵便局
- 安楽律院
- 全和鳳記念館
- 西教寺
- 日吉大社
- 大津市役所 坂本市民センター
- 京阪電気鉄道石山坂本線 坂本比叡山口駅
- 延暦寺学園比叡山中学校・高等学校
- 比叡山鉄道（坂本ケーブル） ケーブル坂本駅
- 明和会琵琶湖病院
- 京阪電気鉄道石山坂本線 穴太駅
- 滋賀里郵便局
- 京阪電気鉄道石山坂本線 滋賀里駅
- 京阪電気鉄道石山坂本線 南滋賀駅
- 大津南志賀郵便局
- 大津市役所 志賀市民センター
- 大津市立志賀小学校、志賀幼稚園
- 近江神宮
- 時計博物館
- 大津錦織郵便局
- 京阪電気鉄道石山坂本線 近江神宮前駅
- 関西みらい銀行 皇子山支店
- 西日本旅客鉄道（JR西日本）湖西線 大津京駅
- 京阪電気鉄道石山坂本線 京阪大津京駅
- 皇子が丘公園
- 皇子山総合運動公園（皇子山球場、皇子山陸上競技場）
- 京阪電気鉄道石山坂本線 大津市役所前駅
- 大津中消防署
- 大津市役所
- 滋賀県立大津商業高等学校
- 大津市歴史博物館
- 園城寺（三井寺）
- 大津市立長等小学校
- 大津観音寺郵便局
- 京阪電気鉄道石山坂本線 三井寺駅
- 明日都浜大津（大津市ふれあいプラザ、浜大津郵便局）
- 京阪電気鉄道石山坂本線、京津線 びわ湖浜大津駅
- 大津市立図書館
- 大津港